# برکا فور دم هاینیش
برکا فور دم هاینایش (به آلمانی: Berka vor dem Hainich) یک شهر در آلمان است که در وارتبورگکرایس واقع شده‌است. برکا فور دم هاینایش ۸۵۵ نفر جمعیت دارد.